# Ian Lang
Ian Bruce Lang (né le 27 juin 1940) est un homme politique conservateur britannique et pair à vie qui est député de Galloway, puis de Galloway et d'Upper Nithsdale, de 1979 à 1997. 
Le 29 septembre 1997, Lang est élevé à la pairie. Il est un membre actif de la Chambre des lords, et est président du Comité de la Constitution ainsi que président du Comité consultatif sur les nominations d'entreprises de 2009 à 2014 . 

## Jeunesse
Lang fait ses études à la Lathallan School, à la Rugby School et au Sidney Sussex College de Cambridge (BA 1962), où il est également membre des Cambridge Footlights . 
Lang s'est présenté pour la première fois au Parlement pour Ayrshire central en 1970, mais sans succès. Lors des élections générales de février 1974, il est battu par James White, du Labour à Glasgow Pollok. 
Par la suite, il devient député de Galloway de 1979 à 1983 et de Galloway et Upper Nithsdale de 1983 à 1997 et ministre pendant plusieurs années. Il est whip du gouvernement de 1981 à 1986, sous-secrétaire d'État à l'Emploi (1986), sous-secrétaire d'État à l'Écosse (1986-1987) et ministre d'État à l'Écosse (1987-1990). Il rejoint le Cabinet en tant que secrétaire d'État pour l'Écosse de 1990 à 1995, puis président du Board of Trade (et secrétaire d'État au commerce et à l'industrie) jusqu'en 1997. Il est étroitement impliqué dans la campagne de réélection de John Major à la tête du Parti conservateur en juillet 1995. 
Il perd son siège aux élections générales de 1997, l'un des sept membres du Cabinet à le faire (les autres étant Malcolm Rifkind, Michael Portillo, Michael Forsyth, Roger Freeman, William Arthur Waldegrave et Tony Newton). 
À la suite de la perte de son siège, Lang est élevé à la pairie lors des honneurs de démission du Premier ministre de 1997 en tant que baron Lang de Monkton, de Merrick et des Rhinns de Kells à Dumfries et Galloway. Il est resté un membre actif de la Chambre des lords, notamment en tant que président du Comité de la constitution entre 2014 et 2017 . Il démissionne de la Chambre des lords le 30 juin 2022.
Auparavant, Lang est président du Comité consultatif sur les nominations d'entreprises de 2009 à 2014 . 
Depuis 1997, Lang est membre du conseil d'administration de Marsh & McLennan Companies, devenu président en mai 2011. Lang est également président non exécutif de Charlemagne Capital Limited depuis 2006 et d'European Telecom PLC depuis 1997.